# 1516 Henry
Az 1516 Henry (ideiglenes jelöléssel 1938 BG) a Naprendszer kisbolygóövében található aszteroida. André Patry fedezte fel 1938. január 28-án, Nizzában.